# RCA-reiniging
De RCA-reiniging (RCA clean) is een reeks standaardreinigingen om halfgeleiderchips schoon te maken. Het doel is om organische stoffen (1), oxidelagen (2) en ionische contaminanten (3) te verwijderen.

## Reinigingsprocedure
- standard cleaning procedure step a (sc1): 1:1:5-verhouding NH4OH + H2O2 + H2O bij 75°C gedurende 10 min. Deze procedure zorgt echter voor een zekere oxidevorming (1 nm SiO2) en enige metallische (Fe) verontreiniging, die in de volgende stappen verwijderd zal worden.
- Tussenin spoelen in gedestilleerd water in een ultrasoon reinigingsbad.
- standard cleaning procedure step b: 1:50-verhouding HF + H2O 25°C gedurende enkele minuten. Deze stap verwijdert alle SiO2 en enige ionische contaminanten.
- Tussenin spoelen in gedestilleerd water in een ultrasoon reinigingsbad.
- standard cleaning procedure step c (sc2): 1:1:6-verhouding HCl + H2O2 + H2O bij 75°C gedurende 10 min. De laatste stap verwijdert de laatste sporen metallische en ionische vervuiling.
- Achteraf spoelen in gedestilleerd water in een ultrasoon reinigingsbad.